# Championnats du monde de cyclisme sur piste 2019
Navigation
2018 2020

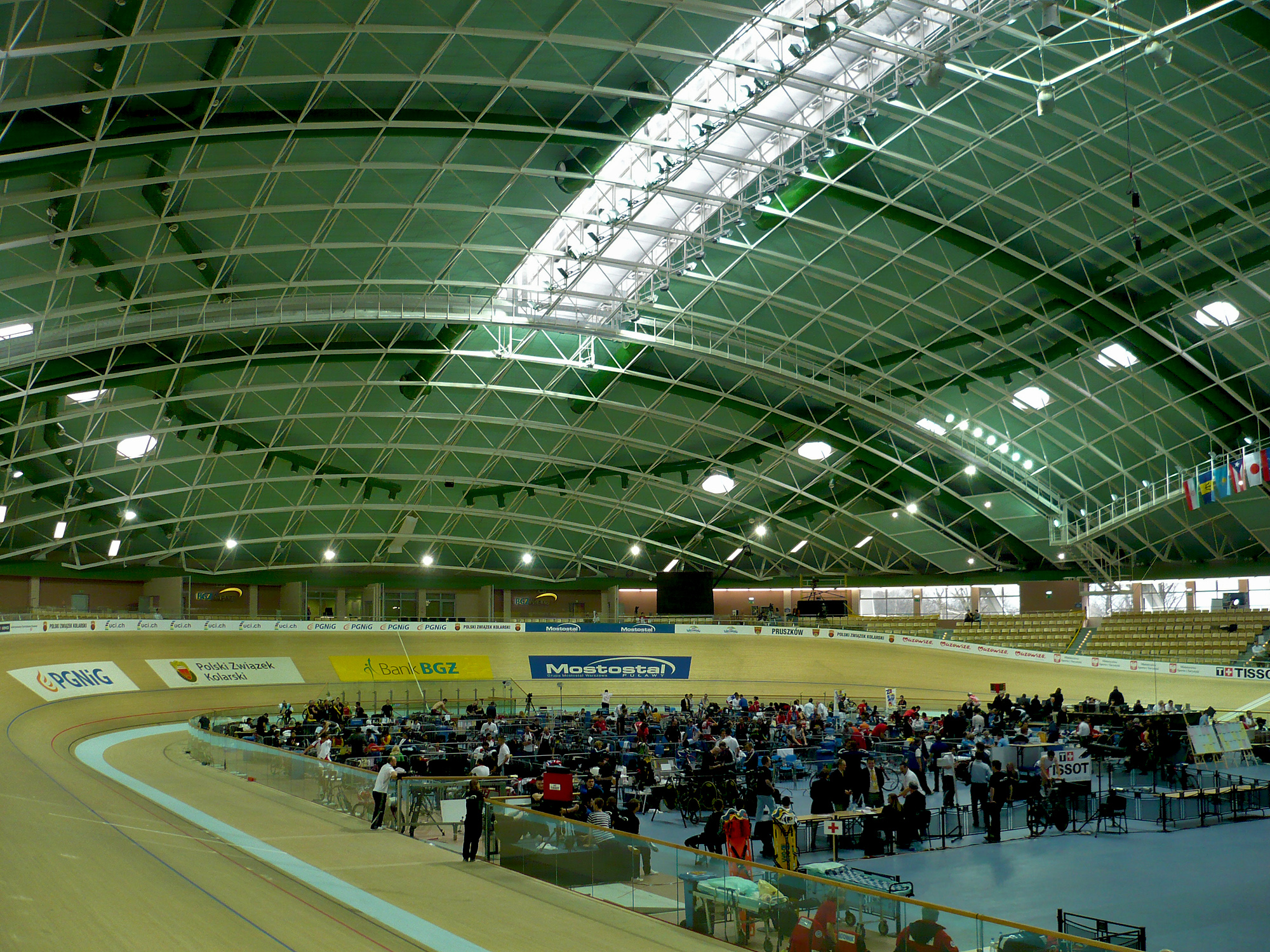
L'intérieur du vélodrome.

Les championnats du monde de cyclisme sur piste 2019 se déroulent du 27 février au 3 mars 2019 à la BGŻ Arena de Pruszków en Pologne. 20 épreuves sont au programme, comme lors des mondiaux précédents.
Le vélodrome a été le théâtre de compétitions internationales de cyclisme sur piste à plusieurs occasions, notamment des championnats du monde 2009, des championnats d'Europe de 2010 et de 2017, ainsi qu'une épreuve de la Coupe du monde sur piste 2017-2018.

## Programme
Le programme des compétitions est le suivant :
|  | Séries | F | Finales |

| Date →                     | 27 fév. | 27 fév. | 28 fév. | 28 fév. | 1er mars | 1er mars | 2 mars | 2 mars | 3 mars | 3 mars |
| Disciplines ↓              | A       | S       | A       | S       | A        | S        | A      | S      | A      | S      |
| -------------------------- | ------- | ------- | ------- | ------- | -------- | -------- | ------ | ------ | ------ | ------ |
| Kilomètre contre-la-montre |         |         |         |         | Q        | F        |        |        |        |        |
| Keirin                     |         |         |         |         |          |          |        |        |        |        |
| Vitesse individuelle       |         |         |         |         |          |          |        |        |        |        |
| Vitesse par équipes        |         | F       |         |         |          |          |        |        |        |        |
| Poursuite individuelle     |         |         |         |         | Q        | F        |        |        |        |        |
| Poursuite par équipes      | Q       | R1      |         | F       |          |          |        |        |        |        |
| Course aux points          |         |         |         |         |          | F        |        |        |        |        |
| Course à l'américaine      |         |         |         |         |          |          |        |        |        | F      |
| Scratch                    |         |         |         | F       |          |          |        |        |        |        |
| Omnium                     |         |         |         |         |          |          |        |        |        |        |

| Date →                      | 27 fév. | 27 fév. | 28 fév. | 28 fév. | 1er mars | 1er mars | 2 mars | 2 mars | 3 mars | 3 mars |
| Disciplines ↓               | A       | S       | A       | S       | A        | S        | A      | S      | A      | S      |
| --------------------------- | ------- | ------- | ------- | ------- | -------- | -------- | ------ | ------ | ------ | ------ |
| 500 mètres contre-la-montre |         |         |         |         |          |          | Q      | F      |        |        |
| Keirin                      |         |         |         |         |          |          |        |        |        |        |
| Vitesse individuelle        |         |         |         |         |          |          |        |        |        |        |
| Vitesse par équipes         |         | F       |         |         |          |          |        |        |        |        |
| Poursuite individuelle      |         |         |         |         |          |          | Q      | F      |        |        |
| Poursuite par équipes       | Q       |         |         | F       |          |          |        |        |        |        |
| Course aux points           |         |         |         |         |          |          |        |        |        | F      |
| Course à l'américaine       |         |         |         |         |          |          |        | F      |        |        |
| Scratch                     |         | F       |         |         |          |          |        |        |        |        |
| Omnium                      |         |         |         |         |          |          |        |        |        |        |

## Médaillés
- (q) signifie que le coureur n'a pas participé à la finale pour la médaille, mais à un tour qualificatif.

### Hommes
| Épreuves                                       | Or                                                                                     | Or                  | Argent                                                                                 | Argent         | Bronze                                                                                            | Bronze         |
| ---------------------------------------------- | -------------------------------------------------------------------------------------- | ------------------- | -------------------------------------------------------------------------------------- | -------------- | ------------------------------------------------------------------------------------------------- | -------------- |
| Kilomètre contre-la-montre résultats détaillés | Quentin Lafargue                                                                       | 1 min 0 s 029       | Theo Bos                                                                               | 1 min 0 s 388  | Michaël D'Almeida                                                                                 | 1 min 0 s 826  |
| Keirin résultats détaillés                     | Matthijs Büchli                                                                        |                     | Yudai Nitta                                                                            |                | Stefan Bötticher                                                                                  |                |
| Vitesse résultats détaillés                    | Harrie Lavreysen                                                                       |                     | Jeffrey Hoogland                                                                       |                | Mateusz Rudyk                                                                                     |                |
| Vitesse par équipes résultats détaillés        | Pays-Bas Roy van den Berg Harrie Lavreysen Jeffrey Hoogland Matthijs Büchli (q)        | 41 s 923            | France Grégory Baugé Sébastien Vigier Quentin Lafargue Michaël D'Almeida (q)           | 42 s 889       | Russie Denis Dmitriev Alexander Sharapov Pavel Yakushevskiy                                       | 43 s 115       |
| Poursuite individuelle résultats détaillés     | Filippo Ganna                                                                          | 4 min 7 s 992       | Domenic Weinstein                                                                      | 4 min 12 s 571 | Davide Plebani                                                                                    | 4 min 14 s 572 |
| Poursuite par équipes résultats détaillés      | Australie Sam Welsford Kelland O'Brien Alexander Porter Leigh Howard Cameron Scott (q) | 3 min 48 s 012 (RM) | Grande-Bretagne Ethan Hayter Edward Clancy Kian Emadi Charlie Tanfield Oliver Wood (q) | 3 min 50 s 810 | Danemark Lasse Norman Hansen Niklas Larsen Rasmus Pedersen Casper von Folsach Julius Johansen (q) | 3 min 51 s 804 |
| Course aux points résultats détaillés          | Jan-Willem van Schip                                                                   | 104 pts             | Sebastián Mora                                                                         | 76 pts         | Mark Downey                                                                                       | 67 pts         |
| Américaine résultats détaillés                 | Allemagne Roger Kluge Theo Reinhardt                                                   | 105 pts             | Danemark Lasse Norman Hansen Casper von Folsach                                        | 84 pts         | Belgique Kenny De Ketele Robbe Ghys                                                               | 82 pts         |
| Scratch résultats détaillés                    | Sam Welsford                                                                           |                     | Roy Eefting                                                                            |                | Tom Sexton                                                                                        |                |
| Omnium résultats détaillés                     | Campbell Stewart                                                                       | 137 pts             | Benjamin Thomas                                                                        | 119 pts        | Ethan Hayter                                                                                      | 118 pts        |

### Femmes
| Épreuves                                        | Or                                                                                       | Or             | Argent                                                                      | Argent         | Bronze                                                                                              | Bronze         |
| ----------------------------------------------- | ---------------------------------------------------------------------------------------- | -------------- | --------------------------------------------------------------------------- | -------------- | --------------------------------------------------------------------------------------------------- | -------------- |
| 500 mètres contre-la-montre résultats détaillés | Daria Shmeleva                                                                           | 33 s 012       | Olena Starikova                                                             | 33 s 307       | Kaarle McCulloch                                                                                    | 33 s 419       |
| Keirin résultats détaillés                      | Lee Wai-sze                                                                              |                | Kaarle McCulloch                                                            |                | Daria Shmeleva                                                                                      |                |
| Vitesse résultats détaillés                     | Lee Wai-sze                                                                              |                | Stephanie Morton                                                            |                | Mathilde Gros                                                                                       |                |
| Vitesse par équipes résultats détaillés         | Australie Kaarle McCulloch Stephanie Morton                                              | 32 s 492       | Russie Daria Shmeleva Anastasiia Voinova                                    | 32 s 590       | Allemagne Miriam Welte Emma Hinze                                                                   | 32 s 802       |
| Poursuite résultats détaillés                   | Ashlee Ankudinoff                                                                        |                | Lisa Brennauer                                                              |                | Lisa Klein                                                                                          |                |
| Poursuite par équipes résultats détaillés       | Australie Annette Edmondson Ashlee Ankudinoff Georgia Baker Amy Cure Alexandra Manly (q) | 4 min 14 s 333 | Grande-Bretagne Laura Kenny Katie Archibald Elinor Barker Eleanor Dickinson | 4 min 14 s 537 | Nouvelle-Zélande Michaela Drummond Bryony Botha Holly Edmondston Kirstie James Rushlee Buchanan (q) | 4 min 16 s 479 |
| Course aux points résultats détaillés           | Alexandra Manly                                                                          | 29 pts         | Lydia Boylan                                                                | 28 pts         | Kirsten Wild                                                                                        | 26 pts         |
| Américaine résultats détaillés                  | Pays-Bas Kirsten Wild Amy Pieters                                                        | 33 pts         | Australie Georgia Baker Amy Cure                                            | 31 pts         | Danemark Amalie Dideriksen Julie Leth                                                               | 24 pts         |
| Scratch résultats détaillés                     | Elinor Barker                                                                            |                | Kirsten Wild                                                                |                | Jolien D'Hoore                                                                                      |                |
| Omnium résultats détaillés                      | Kirsten Wild                                                                             | 117 pts        | Letizia Paternoster                                                         | 115 pts        | Jennifer Valente                                                                                    | 106 pts        |

## Résultats détaillés

### Hommes

#### Kilomètre
- Finale[4]

| Pos                | Nom               | Pays      | Temps    | Écart  | Notes |
| ------------------ | ----------------- | --------- | -------- | ------ | ----- |
| Médaille d'or      | Quentin Lafargue  | France    | 1:00.029 |        |       |
| Médaille d'argent  | Theo Bos          | Pays-Bas  | 1:00.388 | +0.359 |       |
| Médaille de bronze | Michaël D'Almeida | France    | 1:00.826 | +0.797 |       |
| 4                  | Francesco Lamon   | Italie    | 1:00.958 | +0.929 |       |
| 5                  | Cameron Scott     | Australie | 1:01.048 | +1.019 |       |
| 6                  | Tomáš Bábek       | Tchéquie  | 1:01.186 | +1.157 |       |
| 7                  | Sam Ligtlee       | Pays-Bas  | 1:01.205 | +1.176 |       |
| 8                  | Marc Jurczyk      | Allemagne | 1:01.569 | +1.540 |       |

#### Keirin
- Finale[9]

| Pos                | Nom              | Pays            | Temps  | Notes |
| ------------------ | ---------------- | --------------- | ------ | ----- |
| Médaille d'or      | Matthijs Büchli  | Pays-Bas        |        |       |
| Médaille d'argent  | Yudai Nitta      | Japon           | +0.038 |       |
| Médaille de bronze | Stefan Bötticher | Allemagne       | +0.197 |       |
| 4                  | Matthew Glaetzer | Australie       | +0.244 |       |
| 5                  | Jack Carlin      | Grande-Bretagne | +0.332 |       |
| 6                  | Sébastien Vigier | France          | +0.344 |       |

- Petite finale

| Pos | Nom               | Pays              | Temps  | Notes |
| --- | ----------------- | ----------------- | ------ | ----- |
| 7   | Azizulhasni Awang | Malaisie          |        |       |
| 8   | Yūta Wakimoto     | Japon             | +0.069 |       |
| 9   | Eddie Dawkins     | Nouvelle-Zélande  | +0.199 |       |
| 10  | Krzysztof Maksel  | Pologne           | +0.258 |       |
| 11  | Theo Bos          | Pays-Bas          | +0.697 |       |
| 12  | Kwesi Browne      | Trinité-et-Tobago | +1.589 |       |

#### Vitesse
- Finales[15]

| Manche                           | Nom              | Pays      | 1re manche | 2e manche | 3e manche |
| -------------------------------- | ---------------- | --------- | ---------- | --------- | --------- |
| Match pour la médaille d'or      |                  |           |            |           |           |
| Médaille d'or                    | Harrie Lavreysen | Pays-Bas  | X          | X         |           |
| Médaille d'argent                | Jeffrey Hoogland | Pays-Bas  | +0.166     | +0.032    |           |
| Match pour la médaille de bronze |                  |           |            |           |           |
| Médaille de bronze               | Mateusz Rudyk    | Pologne   | X          | X         |           |
| 4                                | Matthew Glaetzer | Australie | Dsq        | +0.041    |           |

#### Vitesse par équipes
- Finales[18]

| Pos                              | Pays                                                        | Temps  | Écart  | Notes |
| -------------------------------- | ----------------------------------------------------------- | ------ | ------ | ----- |
| Match pour la médaille d'or      |                                                             |        |        |       |
| Médaille d'or                    | Pays-Bas Roy van den Berg Harrie Lavreysen Jeffrey Hoogland | 41.923 |        |       |
| Médaille d'argent                | France Grégory Baugé Sébastien Vigier Quentin Lafargue      | 42.889 | +0.933 |       |
| Match pour la médaille de bronze |                                                             |        |        |       |
| Médaille de bronze               | Russie Alexander Sharapov Denis Dmitriev Pavel Yakushevskiy | 43.115 |        |       |
| 4                                | Allemagne Timo Bichler Stefan Bötticher Maximilian Dörnbach | 43.294 | +0.174 |       |

#### Poursuite individuelle
- Finales[20]

| Course pour la médaille d'or      |                      |           |          |        |
| Médaille d'or                     | Filippo Ganna        | Italie    | 4:07.992 |        |
| Médaille d'argent                 | Domenic Weinstein    | Allemagne | 4:12.571 | +4.579 |
| Course pour la médaille de bronze |                      |           |          |        |
| Médaille de bronze                | Davide Plebani       | Italie    | 4:14.572 |        |
| 4                                 | Alexander Evtushenko | Russie    | 4:16.784 | +2.212 |

#### Poursuite par équipes
- Finales[23]

| Pos                              | Pays                                                                          | Temps    | Écart  | Notes |
| -------------------------------- | ----------------------------------------------------------------------------- | -------- | ------ | ----- |
| Match pour la médaille d'or      |                                                                               |          |        |       |
| Médaille d'or                    | Australie Sam Welsford Kelland O'Brien Leigh Howard Alexander Porter          | 3:48.012 |        | RM    |
| Médaille d'argent                | Grande-Bretagne Ethan Hayter Edward Clancy Kian Emadi Charlie Tanfield        | 3:50.810 | +2.798 |       |
| Match pour la médaille de bronze |                                                                               |          |        |       |
| Médaille de bronze               | Danemark Niklas Larsen Lasse Norman Hansen Rasmus Pedersen Casper von Folsach | 3:51.804 |        |       |
| 4                                | Canada Derek Gee Michael Foley Adam Jamieson Jay Lamoureux                    | 3:56.382 | +4.578 |       |

#### Course aux points
| Pos                | Nom                          | Pays             | Points au tour | Points au sprint | Total |
| ------------------ | ---------------------------- | ---------------- | -------------- | ---------------- | ----- |
| Médaille d'or      | Jan-Willem van Schip         | Pays-Bas         | 60             | 44               | 104   |
| Médaille d'argent  | Sebastián Mora               | Espagne          | 60             | 16               | 76    |
| Médaille de bronze | Mark Downey                  | Irlande          | 60             | 7                | 67    |
| 4                  | Wojtek Pszczolarski          | Pologne          | 60             | 7                | 67    |
| 5                  | Liam Bertazzo                | Italie           | 40             | 21               | 61    |
| 6                  | Vitaliy Hryniv               | Ukraine          | 40             | 14               | 54    |
| 7                  | Kelland O'Brien              | Australie        | 40             | 11               | 51    |
| 8                  | Mark Stewart                 | Grande-Bretagne  | 40             | 10               | 50    |
| 9                  | Kenny De Ketele              | Belgique         | 40             | 10               | 50    |
| 10                 | Felipe Peñaloza              | Chili            | 40             | 8                | 48    |
| 11                 | Raman Ramanau                | Biélorussie      | 40             | 5                | 45    |
| 12                 | Florian Maitre               | France           | 40             | 3                | 43    |
| 13                 | Muradian Khalmuratov         | Ouzbékistan      | 40             | 0                | 40    |
| 14                 | Cyrille Thièry               | Suisse           | 20             | 11               | 31    |
| 15                 | Stefan Matzner               | Autriche         | 20             | 7                | 27    |
| 16                 | Park Sang-hoon               | Corée du Sud     | 20             | 5                | 25    |
| 17                 | Leung Ka Yu                  | Hong Kong        | 20             | 4                | 24    |
| 18                 | Tom Sexton                   | Nouvelle-Zélande | 20             | 1                | 21    |
| 19                 | Nicolas Pietrula             | Tchéquie         | 20             | 0                | 20    |
| 20                 | Viktor Filutas               | Hongrie          | 0              | 3                | 3     |
| 21                 | Thurakit Boonratanathanakorn | Thaïlande        | 0              | 0                | 0     |
| 22                 | Yacine Chalel                | Algérie          | −20            | 0                | −20   |
| 23                 | Assylkhan Turar              | Kazakhstan       | −20            | 0                | −20   |

#### Américaine
| Pos                | Nom                                     | Pays            | Points au tour | Points au sprint | Total   |
| ------------------ | --------------------------------------- | --------------- | -------------- | ---------------- | ------- |
| Médaille d'or      | Roger Kluge Theo Reinhardt              | Allemagne       | 60             | 45               | 105     |
| Médaille d'argent  | Lasse Norman Hansen Casper von Folsach  | Danemark        | 60             | 24               | 84      |
| Médaille de bronze | Kenny De Ketele Robbe Ghys              | Belgique        | 60             | 22               | 82      |
| 4                  | Leigh Howard Cameron Meyer              | Australie       | 40             | 31               | 71      |
| 5                  | Albert Torres Sebastián Mora            | Espagne         | 20             | 20               | 40      |
| 6                  | Benjamin Thomas Bryan Coquard           | France          | 20             | 12               | 32      |
| 7                  | Ethan Hayter Oliver Wood                | Grande-Bretagne | 20             | 11               | 31      |
| 8                  | Wojtek Pszczolarski Daniel Staniszewski | Pologne         | 20             | 11               | 31      |
| 9                  | Simone Consonni Michele Scartezzini     | Italie          | 0              | 17               | 17      |
| 10                 | Robin Froidevaux Nico Selenati          | Suisse          | 0              | 14               | 14      |
| 11                 | Mark Downey Felix English               | Irlande         | 0              | 7                | 7       |
| 12                 | Andreas Graf Andreas Müller             | Autriche        | 0              | 6                | 6       |
| 13                 | Raman Tsishkou Yauheni Karaliok         | Biélorussie     | 0              | 3                | 3       |
| 14                 | Leung Chun Wing Cheung King Lok         | Hong Kong       | 0              | 2                | 2       |
| 15                 | Daniel Holloway Adrian Hegyvary         | États-Unis      | 0              | 2                | 2       |
| 16                 | Artur Ershov Viktor Manakov             | Russie          | −40            | 1                | −39     |
| 17                 | Ivo Oliveira Rui Oliveira               | Portugal        | −60            | 3                | −57     |
| -                  | Park Sang-hoon Im Jae-yeon              | Corée du Sud    | −60            | Abandon          | Abandon |

#### Scratch
L'Australien Sam Welsford devient champion du monde quelques minutes après avoir décroché l'or en battant le record du monde de poursuite par équipes.
| Pos                | Nom                  | Pays             | Tours   |
| ------------------ | -------------------- | ---------------- | ------- |
| Médaille d'or      | Sam Welsford         | Australie        |         |
| Médaille d'argent  | Roy Eefting          | Pays-Bas         |         |
| Médaille de bronze | Tom Sexton           | Nouvelle-Zélande |         |
| 4                  | Chrístos Volikákis   | Grèce            |         |
| 5                  | Rui Oliveira         | Portugal         |         |
| 6                  | Matthew Walls        | Grande-Bretagne  |         |
| 7                  | Mauro Schmid         | Suisse           |         |
| 8                  | Guo Liang            | Chine            |         |
| 9                  | Adrian Tekliński     | Pologne          |         |
| 10                 | Michele Scartezzini  | Italie           |         |
| 11                 | Moreno De Pauw       | Belgique         |         |
| 12                 | Roman Gladysh        | Ukraine          |         |
| 13                 | Adrien Garel         | France           |         |
| 14                 | Adrian Hegyvary      | États-Unis       |         |
| 15                 | Robert Gaineyev      | Kazakhstan       |         |
| 16                 | Maksim Piskunov      | Russie           |         |
| 17                 | Patompob Phonarjthan | Thaïlande        |         |
| 18                 | Felix English        | Irlande          |         |
| 19                 | Yacine Chalel        | Algérie          |         |
| 20                 | Stefan Matzner       | Autriche         |         |
| 21                 | Yauheni Karaliok     | Biélorussie      |         |
| 22                 | Krisztián Lovassy    | Hongrie          |         |
| —                  | Leung Ka Yu          | Hong Kong        | Abandon |
| —                  | Nicolas Pietrula     | Tchéquie         | Abandon |

#### Omnium
- Course aux points et classement final[29]

| Pos                | Nom                  | Pays             | Points au tour | Points au sprint | Total |
| ------------------ | -------------------- | ---------------- | -------------- | ---------------- | ----- |
| Médaille d'or      | Campbell Stewart     | Nouvelle-Zélande | 20             | 15               | 137   |
| Médaille d'argent  | Benjamin Thomas      | France           | 20             | 22               | 119   |
| Médaille de bronze | Ethan Hayter         | Grande-Bretagne  | 0              | 16               | 118   |
| 4                  | Simone Consonni      | Italie           | 20             | 16               | 114   |
| 5                  | Jan-Willem van Schip | Pays-Bas         | 0              | 8                | 104   |
| 6                  | Albert Torres        | Espagne          | 0              | 1                | 101   |
| 7                  | Eiya Hashimoto       | Japon            | 0              | 5                | 91    |
| 8                  | Niklas Larsen        | Danemark         | 40             | 5                | 87    |
| 9                  | Raman Tsishkou       | Biélorussie      | 20             | 2                | 86    |
| 10                 | Claudio Imhof        | Suisse           | 20             | 5                | 83    |
| 11                 | Chrístos Volikákis   | Grèce            | 0              | 5                | 79    |
| 12                 | Sam Welsford         | Australie        | 0              | 5                | 75    |
| 13                 | Daniel Holloway      | États-Unis       | 0              | 0                | 64    |
| 14                 | Lindsay De Vylder    | Belgique         | 20             | 1                | 62    |
| 15                 | Derek Gee            | Canada           | 20             | 7                | 59    |
| 16                 | Moritz Malcharek     | Allemagne        | 0              | 3                | 54    |
| 17                 | João Matias          | Portugal         | 20             | 1                | 45    |
| 18                 | Szymon Sajnok        | Pologne          | 0              | 6                | 36    |
| 19                 | Ignacio Prado        | Mexique          | 0              | 0                | 21    |
| 20                 | Artyom Zakharov      | Kazakhstan       | 0              | 2                | 19    |
| 21                 | Tomás Contte         | Argentine        | 0              | 0                | 16    |
| 22                 | Leung Ka Yu          | Hong Kong        | 0              | 0                | 8     |
| 23                 | Krisztián Lovassy    | Hongrie          | 0              | 0                | 3     |
| 24                 | Ángel Pulgar         | Venezuela        | −40            | 0                | −28   |

### Femmes

#### 500 mètres
- Finale[31]

| Pos                | Nom              | Pays      | Temps  | Écart  | Notes |
| ------------------ | ---------------- | --------- | ------ | ------ | ----- |
| Médaille d'or      | Daria Shmeleva   | Russie    | 33.012 |        |       |
| Médaille d'argent  | Olena Starikova  | Ukraine   | 33.307 | +0.295 |       |
| Médaille de bronze | Kaarle McCulloch | Australie | 33.419 | +0.407 |       |
| 4                  | Miriam Welte     | Allemagne | 33.431 | +0.419 |       |
| 5                  | Jessica Salazar  | Mexique   | 33.826 | +0.814 |       |
| 6                  | Kyra Lamberink   | Pays-Bas  | 33.972 | +0.960 |       |
| 7                  | Lea Friedrich    | Allemagne | 33.997 | +0.985 |       |
| 8                  | Miriam Vece      | Italie    | 34.247 | +1.235 |       |

#### Keirin
- Finale[36]

| Pos                | Nom                 | Pays      | Temps  | Notes |
| ------------------ | ------------------- | --------- | ------ | ----- |
| Médaille d'or      | Lee Wai-sze         | Hong Kong |        |       |
| Médaille d'argent  | Kaarle McCulloch    | Australie | +0.118 |       |
| Médaille de bronze | Daria Shmeleva      | Russie    | +0.188 |       |
| 4                  | Stephanie Morton    | Australie | +0.286 |       |
| 5                  | Shanne Braspennincx | Pays-Bas  | +0.369 |       |
| 6                  | Mathilde Gros       | France    | +0.432 |       |

- Petite finale

| Pos | Nom                 | Pays         | Temps  | Notes |
| --- | ------------------- | ------------ | ------ | ----- |
| 7   | Laurine van Riessen | Pays-Bas     |        |       |
| 8   | Madalyn Godby       | États-Unis   | +0.258 |       |
| 9   | Lee Hye-jin         | Corée du Sud | +0.283 |       |
| 10  | Nicky Degrendele    | Belgique     | +0.342 |       |
| 11  | Anastasiia Voinova  | Russie       | +0.367 |       |
| 12  | Simona Krupeckaitė  | Lituanie     | +0.495 |       |

#### Vitesse
- Finales[42]

| Manche                           | Nom              | Pays      | 1re manche | 2e manche | 3e manche |
| -------------------------------- | ---------------- | --------- | ---------- | --------- | --------- |
| Match pour la médaille d'or      |                  |           |            |           |           |
| Médaille d'or                    | Lee Wai-sze      | Hong Kong | X          | X         |           |
| Médaille d'argent                | Stephanie Morton | Australie | +0.054     | +0.135    |           |
| Match pour la médaille de bronze |                  |           |            |           |           |
| Médaille de bronze               | Mathilde Gros    | France    | X          | X         |           |
| 4                                | Lea Friedrich    | Allemagne | +0.091     | +0.164    |           |

#### Vitesse par équipes
- Finales[45]

| Pos                              | Pays                                        | Temps  | Écart  | Notes |
| -------------------------------- | ------------------------------------------- | ------ | ------ | ----- |
| Match pour la médaille d'or      |                                             |        |        |       |
| Médaille d'or                    | Australie Kaarle McCulloch Stephanie Morton | 32.255 |        |       |
| Médaille d'argent                | Russie Daria Shmeleva Anastasiia Voinova    | 32.591 | +0.336 |       |
| Match pour la médaille de bronze |                                             |        |        |       |
| Médaille de bronze               | Allemagne Miriam Welte Emma Hinze           | 32.789 |        |       |
| 4                                | Mexique Jessica Salazar Yuli Verdugo        | 33.455 | +0.766 |       |

#### Poursuite individuelle
- Finales[47]

| Course pour la médaille d'or      |                   |                  |          |        |
| Médaille d'or                     | Ashlee Ankudinoff | Australie        | 3:25.971 |        |
| Médaille d'argent                 | Lisa Brennauer    | Allemagne        | 3:29.243 | +3.263 |
| Course pour la médaille de bronze |                   |                  |          |        |
| Médaille de bronze                | Lisa Klein        | Allemagne        | 3:29.473 |        |
| 4                                 | Kirstie James     | Nouvelle-Zélande | 3:34.188 | +4.715 |

#### Poursuite par équipes
- Finales[50]

| Pos                              | Pays                                                                             | Temps    | Écart  | Notes |
| -------------------------------- | -------------------------------------------------------------------------------- | -------- | ------ | ----- |
| Match pour la médaille d'or      |                                                                                  |          |        |       |
| Médaille d'or                    | Australie Annette Edmondson Ashlee Ankudinoff Georgia Baker Amy Cure             | 4:14.333 |        |       |
| Médaille d'argent                | Grande-Bretagne Laura Kenny Katie Archibald Elinor Barker Ellie Dickinson        | 4:14.537 | +0.204 |       |
| Match pour la médaille de bronze |                                                                                  |          |        |       |
| Médaille de bronze               | Nouvelle-Zélande Bryony Botha Michaela Drummond Holly Edmondston Kirstie James   | 4:16.479 |        |       |
| 4                                | Canada Allison Beveridge Ariane Bonhomme Annie Foreman-Mackey Georgia Simmerling | 4:20.321 | +3.842 |       |

#### Course aux points
| Pos                | Nom                       | Pays            | Points au tour | Points au sprint | Total   |
| ------------------ | ------------------------- | --------------- | -------------- | ---------------- | ------- |
| Médaille d'or      | Alexandra Manly           | Australie       | 20             | 9                | 29      |
| Médaille d'argent  | Lydia Boylan              | Irlande         | 20             | 8                | 28      |
| Médaille de bronze | Kirsten Wild              | Pays-Bas        | 0              | 26               | 26      |
| 4                  | Gulnaz Badykova           | Russie          | 20             | 6                | 26      |
| 5                  | Yang Qianyu               | Hong Kong       | 20             | 0                | 20      |
| 6                  | Maria Giulia Confalonieri | Italie          | 0              | 14               | 14      |
| 7                  | Neah Evans                | Grande-Bretagne | 0              | 10               | 10      |
| 8                  | Jennifer Valente          | États-Unis      | 0              | 9                | 9       |
| 9                  | Ina Savenka               | Biélorussie     | 0              | 9                | 9       |
| 10                 | Lotte Kopecky             | Belgique        | 0              | 9                | 9       |
| 11                 | Amber Joseph              | Barbade         | 0              | 7                | 7       |
| 12                 | Sofía Arreola             | Mexique         | 0              | 4                | 4       |
| 13                 | Coralie Demay             | France          | 0              | 3                | 3       |
| 14                 | Verena Eberhardt          | Autriche        | 0              | 3                | 3       |
| 15                 | Andrea Waldis             | Suisse          | 0              | 1                | 1       |
| 16                 | Hanna Solovey             | Ukraine         | 0              | 0                | 0       |
| 17                 | Trine Schmidt             | Danemark        | 0              | 0                | 0       |
| 18                 | Irene Usabiaga            | Espagne         | 0              | 0                | 0       |
| 19                 | Jarmila Machačová         | Tchéquie        | 0              | 0                | 0       |
| —                  | Nikol Płosaj              | Pologne         | −20            | Abandon          | Abandon |
| —                  | Charlotte Becker          | Allemagne       | 0              | Abandon          | Abandon |
| —                  | Olivija Baleišytė         | Lituanie        | 0              | Abandon          | Abandon |

#### Américaine
| Pos                | Nom                                           | Pays             | Points au tour | Points au sprint | Total   |
| ------------------ | --------------------------------------------- | ---------------- | -------------- | ---------------- | ------- |
| Médaille d'or      | Kirsten Wild Amy Pieters                      | Pays-Bas         | 0              | 33               | 33      |
| Médaille d'argent  | Georgia Baker Amy Cure                        | Australie        | 0              | 31               | 31      |
| Médaille de bronze | Amalie Dideriksen Julie Leth                  | Danemark         | 0              | 24               | 24      |
| 4                  | Neah Evans Katie Archibald                    | Grande-Bretagne  | 0              | 15               | 15      |
| 5                  | Letizia Paternoster Maria Giulia Confalonieri | Italie           | 0              | 14               | 14      |
| 6                  | Gulnaz Badykova Maria Novolodskaya            | Russie           | 0              | 9                | 9       |
| 7                  | Lotte Kopecky Jolien D'Hoore                  | Belgique         | 0              | 8                | 8       |
| 8                  | Daria Pikulik Wiktoria Pikulik                | Pologne          | 0              | 5                | 5       |
| 9                  | Shannon McCurley Lydia Boylan                 | Irlande          | 0              | 2                | 2       |
| 10                 | Clara Copponi Pascale Jeuland                 | France           | 0              | 2                | 2       |
| 11                 | Yumi Kajihara Kie Furuyama                    | Japon            | 0              | 0                | 0       |
| 12                 | Lena Mettraux Aline Seitz                     | Suisse           | 0              | 0                | 0       |
| 13                 | Hanna Solovey Anna Nahirna                    | Ukraine          | 0              | 0                | 0       |
| 14                 | Lizbeth Salazar Sofía Arreola                 | Mexique          | −20            | 0                | −20     |
| —                  | Leung Bo Yee Pang Yao                         | Hong Kong        | Abandon        | Abandon          | Abandon |
| —                  | Michaela Drummond Racquel Sheath              | Nouvelle-Zélande | Abandon        | Abandon          | Abandon |
| —                  | Lucie Hochmann Kateřina Kohoutková            | Tchéquie         | Abandon        | Abandon          | Abandon |
| —                  | Allison Beveridge Kinley Gibson               | Canada           | Abandon        | Abandon          | Abandon |

#### Scratch
Elinor Barker devient championne du monde après avoir résisté dans la dernière ligne droite au retour de la tenante du titre Kirsten Wild,.
| Pos                | Nom                | Pays             | Tours   |
| ------------------ | ------------------ | ---------------- | ------- |
| Médaille d'or      | Elinor Barker      | Grande-Bretagne  |         |
| Médaille d'argent  | Kirsten Wild       | Pays-Bas         |         |
| Médaille de bronze | Jolien D'Hoore     | Belgique         |         |
| 4                  | Laurie Berthon     | France           |         |
| 5                  | Franziska Brauße   | Allemagne        |         |
| 6                  | Olivija Baleišytė  | Lituanie         |         |
| 7                  | Amber Joseph       | Barbade          |         |
| 8                  | Alžbeta Bačíková   | Slovaquie        |         |
| 9                  | Jarmila Machačová  | Tchéquie         |         |
| 10                 | Anita Stenberg     | Norvège          |         |
| 11                 | Irene Usabiaga     | Espagne          |         |
| 12                 | Lydia Gurley       | Irlande          |         |
| 13                 | Evgenia Augustinas | Russie           |         |
| —                  | Amalie Dideriksen  | Danemark         | Abandon |
| —                  | Huang Ting-ying    | Taipei chinois   | Abandon |
| —                  | Jennifer Valente   | États-Unis       | Abandon |
| —                  | Verena Eberhardt   | Autriche         | Abandon |
| —                  | Hanna Tserakh      | Biélorussie      | Abandon |
| —                  | Shen Shanrong      | Chine            | Abandon |
| —                  | Martina Fidanza    | Italie           | Abandon |
| —                  | Racquel Sheath     | Nouvelle-Zélande | Abandon |
| —                  | Justyna Kaczkowska | Pologne          | Abandon |
| —                  | Aline Seitz        | Suisse           | Abandon |

#### Omnium
- Course aux points et classement final[29]

| Pos                | Nom                  | Pays             | Points au tour | Points au sprint | Total |
| ------------------ | -------------------- | ---------------- | -------------- | ---------------- | ----- |
| Médaille d'or      | Kirsten Wild         | Pays-Bas         | 0              | 15               | 117   |
| Médaille d'argent  | Letizia Paternoster  | Italie           | 0              | 11               | 115   |
| Médaille de bronze | Jennifer Valente     | États-Unis       | 0              | 14               | 106   |
| 4                  | Yumi Kajihara        | Japon            | 0              | 8                | 106   |
| 5                  | Annette Edmondson    | Australie        | 20             | 7                | 101   |
| 6                  | Amalie Dideriksen    | Danemark         | 0              | 10               | 100   |
| 7                  | Katie Archibald      | Grande-Bretagne  | 0              | 14               | 84    |
| 8                  | Allison Beveridge    | Canada           | 0              | 1                | 73    |
| 9                  | Rushlee Buchanan     | Nouvelle-Zélande | 0              | 6                | 66    |
| 10                 | Daria Pikulik        | Pologne          | 0              | 3                | 63    |
| 11                 | Lizbeth Salazar      | Mexique          | 0              | 0                | 60    |
| 12                 | Shannon McCurley     | Irlande          | 0              | 0                | 58    |
| 13                 | Laurie Berthon       | France           | 0              | 0                | 50    |
| 14                 | Maria Martins        | Portugal         | 0              | 3                | 49    |
| 15                 | Anita Stenberg       | Norvège          | 0              | 5                | 48    |
| 16                 | Andrea Waldis        | Suisse           | 0              | 2                | 48    |
| 17                 | Ina Savenka          | Biélorussie      | 0              | 0                | 47    |
| 18                 | Wang Xiaofei         | Chine            | 0              | 0                | 36    |
| 19                 | Lotte Kopecky        | Belgique         | 0              | 0                | 12    |
| 20                 | Huang Ting-ying      | Taipei chinois   | 0              | 0                | 10    |
| 21                 | Ana Usabiaga         | Espagne          | 0              | 0                | 8     |
| 22                 | Olivija Baleišytė    | Lituanie         | 0              | 0                | 6     |
| 23                 | Alexandra Goncharova | Russie           | 0              | 0                | 6     |
| 24                 | Alžbeta Bačíková     | Slovaquie        | −40            | 0                | −18   |

## Tableau des médailles
| Rang  | Nation           | Or | Argent | Bronze | Total |
| ----- | ---------------- | -- | ------ | ------ | ----- |
| 1     | Pays-Bas         | 6  | 4      | 1      | 11    |
| 2     | Australie        | 6  | 3      | 1      | 10    |
| 3     | Hong Kong        | 2  | 0      | 0      | 2     |
| 4     | Allemagne        | 1  | 2      | 3      | 6     |
| 5     | France           | 1  | 2      | 2      | 5     |
| 6     | Grande-Bretagne  | 1  | 2      | 1      | 4     |
| 7     | Russie           | 1  | 1      | 2      | 4     |
| 8     | Italie           | 1  | 1      | 1      | 3     |
| 9     | Nouvelle-Zélande | 1  | 0      | 2      | 3     |
| 10    | Danemark         | 0  | 1      | 2      | 3     |
| 11    | Irlande          | 0  | 1      | 1      | 2     |
| 12    | Espagne          | 0  | 1      | 0      | 1     |
| 12    | Japon            | 0  | 1      | 0      | 1     |
| 12    | Ukraine          | 0  | 1      | 0      | 1     |
| 15    | Belgique         | 0  | 0      | 2      | 2     |
| 16    | États-Unis       | 0  | 0      | 1      | 1     |
| 16    | Pologne          | 0  | 0      | 1      | 1     |
| Total | Total            | 20 | 20     | 20     | 60    |